# Cryptocarya velloziana
Cryptocarya velloziana là loài thực vật có hoa trong họ Nguyệt quế. Loài này được P.L.R.Moraes mô tả khoa học đầu tiên năm 2007.